# High Williamshaw

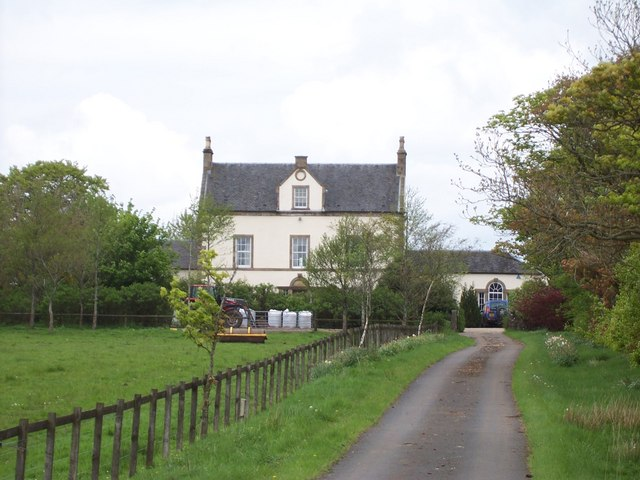
High Williamshaw

High Williamshaw, auch Whitlaw, ist ein landwirtschaftliches Gebäude nahe der schottischen Ortschaft Stewarton in der Council Area East Ayrshire. 1980 wurde das Bauwerk in die schottischen Denkmallisten in der höchsten Denkmalkategorie A aufgenommen.

## Geschichte
Das Gebäude wurde im späten 18. Jahrhundert für T. L. Donaldson erbaut, einen hochrangigen Militärangehörigen. Das exakte Baujahr ist nicht verzeichnet, es wird jedoch um das Jahr 1771 angesiedelt. Auf einer Landkarte aus dem Jahre 1775 ist das Anwesen unter dem Namen Whitlaw verzeichnet. Im Jahre 1862 wurde High Williamshaw umfassend erweitert. Nachdem sich der Gebäudezustand über die Jahre deutlich verschlechtert hatte, wurde es in den 1980er Jahren restauriert.

## Beschreibung
High Williamshaw liegt isoliert rund drei Kilometer nordöstlich von Stewarton. Die hohe Symmetrie und stilistische Details der südexponierten Frontseite sind typisch für das Haus eines Lairds aus dieser Zeit. Das zweistöckige Gebäude ist drei Achsen weit. Der zentrale Eingangsbereich ist im venezianischen Stil gearbeitet und schließt mit einem Rundbogen mit Schlussstein. Das Gebäude schließt mit einem schiefergedeckten Satteldach mit Stufengiebeln. Auf beiden Seiten gehen einstöckige, L-förmige Anbauten ab, welche zu den Erweiterungen aus dem 19. Jahrhundert gehören. Rückwärtig ergibt sich somit ein U-förmiger Grundriss.